# John Battsek

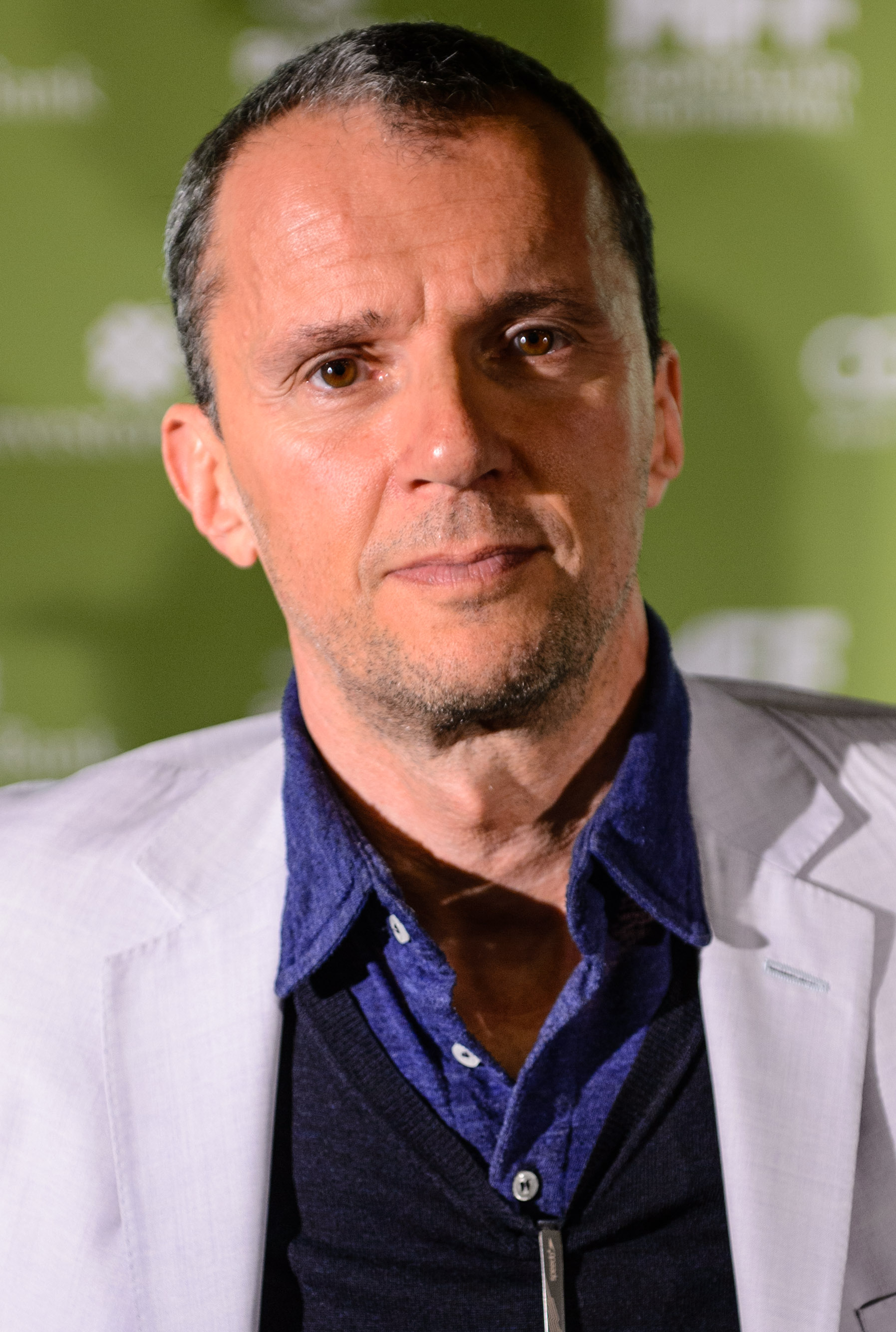
John Battsek (2015)

John Saul Adrian Battsek (* September 1963) ist ein britischer Filmproduzent, der sich auf Dokumentarfilme spezialisiert hat.

## Leben und Wirken
John Battsek ist der Sohn von Micha Battsek, einem Patensohn Albert Einsteins, und der jüngere Bruder des Filmproduzenten Daniel Battsek.
1999 gründete Battsek gemeinsam mit Andrew Ruhemann die Filmproduktionsfirma Passion Pictures. Bereits im darauffolgenden Jahr gewann der von dem Unternehmen produzierte Dokumentarfilm Ein Tag im September den Oscar in der Kategorie Bester Dokumentarfilm. In den folgenden Jahren produzierte Battsek zahlreiche Filme wie Restrepo, Winter On Fire, Searching for Sugar Man, The Imposter, Hillsborough, und Eric Clapton: Life In 12 Bars. Seine Filme gewannen diverse Preise, darunter mehrere Oscars, BAFTAs und Emmys, Battsek selbst war bereits dreimal für den Producers Guild of America Award nominiert. Für The Australian Dream gewann er 2019 den AACTA Award für den besten Dokumentarfilm.
2020 verließ Battsek Passion Pictures und gründete gemeinsam mit Kerstin Emhoff, Ali Brown und Paul Hunter die Produktionsfirma Ventureland.
Für den Film Bobi Wine: The People’s President erhielt Battsek 2024 eine weitere Oscar-Nominierung.

## Filmografie (Auswahl)
Als Filmproduzent
- 1997: Der Schlangenkuss (The Serpent’s Kiss)
- 1999: Ein Tag im September (One Day in September)
- 2003: Live Forever: The Rise and Fall of Brit Pop
- 2005: Schwarze Sonne (Black Sun)
- 2006: Once in a Lifetime: The Extraordinary Story of the New York Cosmos
- 2009: Sergio
- 2010: The Stones in Exile
- 2010: The Tillman Story
- 2010: Fire in Babylon
- 2011: Koran by Heart
- 2012: Everything or Nothing
- 2013: Manhunt – Die Jagd auf Bin Laden (Manhunt: The Inside Story of the Hunt for Bin Laden)
- 2013: How I Live Now
- 2014: The Green Prince
- 2014: We Are the Giant
- 2014: Happy Valley
- 2015: Listen to Me Marlon
- 2016: We Are X
- 2016: Don’t Look Down
- 2016: George Best: All by Himself
- 2017: Five Came Back (Miniserie, 3 Folgen)
- 2017: Legion of Brothers
- 2017: The Final Year
- 2017: Eric Clapton: Leben mit dem Blues (Eric Clapton: Life in 12 Bars)
- 2017: Spiral
- 2018: Westwood (Westwood: Punk, Icon, Activist)
- 2018: Studio 54 – Die legendärste Disco aller Zeiten (Studio 54)
- 2018: If I Leave Here Tomorrow: A Film About Lynyrd Skynyrd
- 2019: Mike Wallace Is Here
- 2019: The Australian Dream
- 2019: Andy Murray: Resurfacing
- 2019: Citizen K
- 2019: Sid and Judy
- 2019: Mystify: Michael Hutchence
- 2020: Phönix aus der Asche (Rising Phoenix)
- 2020: Final Account
- 2020: Bis zum jüngsten Tag – Trump, die Evangelikalen und Israel (’Til Kingdom Come)
- 2020: Belushi
- 2021: Sir Alex Ferguson: Nie aufgeben (Sir Alex Ferguson: Never Give In)
- 2021: Lady Boss: The Jackie Collins Story
- 2021: The Rescue
- 2021: The Real Charlie Chaplin
- 2022: If These Walls Could Sing
- 2022: FIFA Uncovered (Miniserie, 4 Folgen)
- 2022: Bobi Wine: The People’s President
- 2023: Der tiefste Atemzug (The Deepest Breath)
- 2023: Wham!
- 2023: Boom! Boom! The World vs. Boris Becker
- 2023: Beckham (Miniserie, Folge 1x01)